# Gornja Lamana Draga
Gornja Lamana Draga je pogranično naselje u Hrvatskoj u općini Brod Moravice. Nalazi se u Primorsko-goranskoj županiji.

## Zemljopis
Nalazi se na jugozapadnoj obali pogranične rijeke Kupe. Preko rijeke je Grgelj. Zapadno su Colnari, jugozapadno su Nove Hiže, Naglići, Završje i Zavrh, jugoistočno su Spodnja Bilpa i Donja Lamana Draga.

## Stanovništvo
| broj stanovnika |       |       |       |       |       | 23    | 17    | 17    | 23    | 19    | 12    | 9     | 7     |       |       |       |       |
|                 | 1857. | 1869. | 1880. | 1890. | 1900. | 1910. | 1921. | 1931. | 1948. | 1953. | 1961. | 1971. | 1981. | 1991. | 2001. | 2011. | 2021. |